# Billlie
Billlie (tiếng Hàn: 빌리; Romaja: Billi, được cách điệu thành Bi11lie hoặc Billlǃə) là một nhóm nhạc nữ Hàn Quốc được thành lập bởi Mystic Story. Billlie ra mắt vào ngày 10 tháng 11 năm 2021, với mini album đầu tay The Billage of Perception: Chapter One. Nhóm gồm 7 thành viên: Moon Sua, Suhyeon, Haram, Tsuki, Sheon, Siyoon, Haruna. Ban đầu nhóm chỉ có 6 thành viên nhưng sau khi debut khoảng 1 tháng, Kim Suyeon (cựu thí sinh của Girls Planet 999, xếp hạng thứ 10 chung cuộc) gia nhập nhóm với nghệ danh Sheon.

## Tên gọi
Tên Billlie được đánh vần bằng ba chữ L do tên này có thể được chia nhỏ thành 'Bi'  (từ tiếng Hàn có nghĩa là mưa), '11 ', và 'lie' — Bi11lie. Con số '11' xuất phát từ cốt truyện của nhóm họ; "Khi tiếng chuông ngày 11 vang lên giữa 'cơn mưa' màu tím, một điều kỳ lạ đã xảy ra", các thành viên nói dối về những gì đã xảy ra để giữ bí mật về sự kiện. Cái tên cũng phản ánh "B-sides, nội tâm mà mọi người đều có bên trong họ", mà nhóm thể hiện với hy vọng khán giả sẽ đồng cảm.

## Sự nghiệp

### Trước khi ra mắt
Các thành viên của Billlie được biết đến với cái tên Mystic Rookies — một chương trình đào tạo thực tập sinh của Mystic Story. Vào ngày 14 tháng 9, Mystic Story đã công bố kế hoạch ra mắt Mystic Rookies vào tháng 11 năm 2021. Vào ngày 11 tháng 10, có thông tin tiết lộ rằng nhóm sẽ được gọi là 'Billlie'.
Trước khi ra mắt, Moon Sua là thực tập sinh của YG Entertainment trong 10 năm. Cô tham gia chương trình cuộc thi âm nhạc Unpretty Rapstar 2 với vị trí á quân. Suhyeon đã tham gia Mnet chương trình sống còn Produce 101 với vị trí thứ 69 và bị loại ở tập thứ năm. Cô cũng tham gia chương trình sống còn của JTBC Mix Nine và đóng vai chính trong web drama A-Teen vào năm 2018 và phần tiếp theo năm 2019  A-Teen 2. Haram và Tsuki là cựu thực tập sinh của SM Entertainment. Ngoài ra , Tsuki làm người mẫu cho tạp chí Popteen và phát hành đĩa đơn "Magic" với nhóm người mẫu MAGICOUR vào năm 2020. Sheon đã tham gia chương trình sống còn Mnet Girls Planet 999, và bị loại ở tập cuối với vị trí thứ mười. Siyoon đã tham gia chương trình tìm kiếm tài năng K-pop Star 5 và còn làm người mẫu cho tạp chí Popteen .

### 2021: Ra mắt với 'The Billage of Perception: Chapter One' và 'Snowy Night'
Vào ngày 28 tháng 10, có thông báo rằng mini album đầu tay của nhóm The Billage of Perception: Chapter One sẽ được phát hành vào ngày 10 tháng 11.
Một bài hát dành cho người hâm mộ có tên "Flowerld", nằm trong mini album, cũng được phát hành cùng ngày.
Vào ngày 10 tháng 11, mini album đầu tay The Billage of Perception: Chapter One đã được phát hành với đĩa đơn chủ đề "Ring X Ring" và năm bản nhạc B-side.
Vào ngày 19 tháng 11, có thông báo rằng Kim Su-yeon, người đã tham gia Girls Planet 999, sẽ tham gia nhóm với nghệ danh Sheon (션) với tư cách là thành viên thứ bảy và sẽ chính thức gia nhập nhóm và thu âm cho album tiếp theo của nhóm. Vào ngày 27 tháng 11, Sheon bất ngờ xuất hiện khi biểu diễn ca khúc chủ đề "Ring X Ring" cùng với các thành viên khác trên chương trình Hàn Quốc chương trình ca nhạc Show! Music Core, đánh dấu lần đầu tiên cô xuất hiện cùng nhóm.

### 2022 - nay: 'The Collective Soul and Uncious: Chapter One và  và tiếp tục serries 'The Billage of Perception'
Vào ngày 11 tháng 2 năm 2022, có thông báo rằng Billlie sẽ phát hành mini album thứ hai của nhóm The Collective Soul and Unconscious: Chapter One, với đĩa đơn chính " GingaMingaYo (The Strange World)" vào ngày 23 tháng 2. Vào ngày 1 tháng 3, nhóm đã phát hành album nhạc phim đầu tiên The Collective Soul and Uncious: Chapter One Original Soundtrack from "What Is Your B?".
Vào ngày 8 tháng 8 năm 2022, có thông báo rằng nhóm sẽ phát hành phần tiếp theo của mini album đầu tiên của nhóm. Vào ngày 16 tháng 8, có thông báo rằng mini album thứ ba của nhóm The Billage of Perception: Chapter Two, với đĩa đơn chủ đề "Ring Ma Bell (What a Wonderful World)", sẽ được phát hành vào ngày 31 tháng 8.

## Thành viên
| Nghệ danh | Nghệ danh | Nghệ danh | Tên khai sinh  | Tên khai sinh | Tên khai sinh   | Tên khai sinh | Tên khai sinh    | Vai trò                    | Ngày sinh        | Nơi sinh                                                  | Quốc tịch |
| Latinh    | Hangul    | Kana      | Latinh         | Hangul        | Kana            | Hanja         | Hán-Việt         | Vai trò                    | Ngày sinh        | Nơi sinh                                                  | Quốc tịch |
| Moon Sua  | 문수아    | ムンスア  | Moon Sua       | 문수아        | ムン・スア      | 文秀雅        | Văn Tú Nhã       | Main Rapper, Lead Vocalist | 9 tháng 9, 1999  | Bunpyeong, Heungdeok, Cheongju, Chungcheong Bắc, Hàn Quốc | Hàn Quốc  |
| Suhyeon   | 수현      | スヒョン  | Kim Suhyeon    | 김수현        | キム・スヒョン  | 金秀炫        | Kim Tú Huyền     | Main Vocalist, Lead Dancer | 15 tháng 1, 2000 | Bisan, Seo, Daegu, Hàn Quốc                               | Hàn Quốc  |
| Haram     | 하람      | ハラム    | Kim Haram      | 김하람        | キム・ハラム    | 金夏藍        | Kim Hạ Lam       | Main Vocalist              | 13 tháng 1, 2001 | Jeonju, Jeolla Bắc, Hàn Quốc                              | Hàn Quốc  |
| Tsuki     | 츠키      | つき      | Fukutomi Tsuki | 후쿠토미 츠키 | ふくとみ つき   | 福富つき      | Phúc Phú Nguyệt  | Main Dancer, Sub Vocalist  | 21 tháng 9, 2002 | Yodogawa, Osaka, Nhật Bản                                 | Nhật Bản  |
| Sheon     | 션        | ション    | Kim Suyeon     | 김수연        | キム・スヨン    | 金秀姸        | Kim Tú Nghiên    | Main Dancer, Lead Rapper   | 28 tháng 1, 2003 | Yeonsu, Incheon, Hàn Quốc                                 | Hàn Quốc  |
| Siyoon    | 시윤      | シユン    | Kim Siyoon     | 김시윤        | キム・シユン    | 金始玧        | Kim Thi Môn      | Main Rapper, Lead Dancer   | 16 tháng 2, 2005 | Gwangmyeong, Gyeonggi, Hàn Quốc                           | Hàn Quốc  |
| Haruna    | 하루나    | はるな    | Osato Haruna   | 오사토 하루나 | おおさと はるな | 大里春菜      | Đại Lý Xuân Thái | Sub Vocalist               | 30 tháng 1, 2006 | Kishiwada, Osaka, Nhật Bản                                | Nhật Bản  |

### Chương trình âm nhạc

#### The Show
| Năm  | Ngày      | Bài hát  | Điểm |
| ---- | --------- | -------- | ---- |
| 2023 | 4 tháng 4 | "EUNOIA" | 9260 |